# ラリッサ・パシェコ
ラリッサ・パシェコ（Larissa Pacheco、1994年9月7日 - ）は、ブラジルの女性総合格闘家。パラー州ベレン出身。ホアン・バストス・チーム所属。PFL女子ライト級トーナメント2022王者。PFL女子フェザー級トーナメント2023王者。PFL史上初のトーナメント二階級制覇王者。

## 来歴
15歳からムエタイを始め、2012年にプロ総合格闘技デビュー。
2013年12月21日、Jungle Fight 63のJungle Fight女子バンタム級王座決定戦でアイリーン・アルダナと対戦し、スタンドパンチ連打で3RTKO勝ち。王座獲得に成功した。

### UFC
2014年9月13日、UFC初参戦となったUFC Fight Night: Bigfoot vs. Arlovskiで女子バンタム級ランキング10位のジェシカ・アンドラージと対戦し、ギロチンチョークで1R一本負け。
2015年3月14日、UFC 185でジャーメイン・デ・ランダミーと対戦し、スタンドパンチ連打で2RTKO負け。この試合で腕を骨折し、約3年間のブランクを作った。

### The Ultimate Fighter
2018年8月、リアリティ番組「The Ultimate Fighter」のシーズン28に参加。ロバート・ウィテカー率いるチーム・ウィテカーに所属。女子フェザー級トーナメント準々決勝でメイシー・チアソンと対戦し、1RTKO負け。

### PFL
2019年5月9日、PFL初参戦となったPFL 1でケイラ・ハリソンと対戦し、0-3の判定負け。7月11日、PFL 4でボビー・ジョー・ダルジエルと対戦し、腕ひしぎ十字固めで1R一本勝ちを収め6ポイントを獲得し、プレーオフ進出を果たした。
2019年10月11日、PFL 7の女子ライト級トーナメント準決勝でサラ・カフマンと対戦し、3-0の判定勝ち。12月31日、PFL 10の女子ライト級トーナメント決勝戦でケイラ・ハリソンと再戦し、0-3の5R判定負け。準優勝となった。
2021年5月6日、PFL 3でユリヤ・パジッチと対戦し、左フックでダウンを奪いパウンドで開始51秒のTKO勝ちを収め6ポイントを獲得。6月25日、PFL 6でオレナ・コレスニクと対戦し、カウンターの右ストレートで1RKO勝ちを収め6ポイントを獲得し、合計12ポイントでプレーオフ進出を果たした。
2021年8月19日、PFL 8の女子ライト級トーナメント準決勝でテイラー・グアルダードと対戦予定であったが、パシェコは前日計量で2ポンドの体重超過をしたためトーナメントから除外された。
2022年5月6日、PFL 3でザムザグル・ファイザラノワと対戦し、右ストレートでダウンを奪いパウンドで1RTKO勝ちを収め6ポイントを獲得。7月1日、PFL 6でジェナ・ファビアンと対戦し、パウンドで1RTKO勝ちを収め6ポイントを獲得し、合計12ポイントでプレーオフ進出を果たした。
2022年8月20日、PFL 9の女子ライト級トーナメント準決勝でオレナ・コレスニクと再戦し、左ジャブでダウンを奪いパウンドで1RTKO勝ち。11月25日、PFL 10の女子ライト級トーナメント決勝でケイラ・ハリソンとラバーマッチを行い、オッズでは1.1倍対6.5倍で圧倒的不利と目されていたが3-0の5R判定勝ち。リベンジに成功するとともにトーナメント優勝を果たし、優勝賞金100万ドル（約1億4000万円）を獲得した。
2023年4月7日、フェザー級復帰戦となったPFL 2で元Bellator世界女子フェザー級王者ジュリア・バッドと対戦し、3-0の勝ちを収め3ポイントを獲得。6月16日、PFL 5でアンバー・リーブロックと対戦し、スタンドパンチ連打でダウンを奪いパウンドで開始45秒のTKO勝ちを収め6ポイントを獲得し、合計9ポイントでプレーオフ進出を果たした。
2023年8月18日、PFL 8の女子フェザー級トーナメント準決勝でオレナ・コレスニクとラバーマッチを行い、右ストレートでダウンを奪いパウンドで開始14秒のTKO勝ち。11月24日、PFL 10の女子ライト級トーナメント決勝でマリナ・モフナトキナと対戦し、3-0の5R判定勝ち。PFL史上初となる二階級のトーナメント優勝を果たし、優勝賞金100万ドル（約1億5000万円）を獲得した。
2024年10月19日、約11ヶ月ぶりの試合となったPFL Super FightsのPFL世界女子フェザー級スーパーファイト王座決定戦で現Bellator世界女子同級王者ならびに元UFC世界女子同級王者のクリスチャン・サイボーグと対戦し、0-3の5R判定負け。王座獲得に失敗した。

## 戦績
| 総合格闘技 戦績 | 総合格闘技 戦績 | 総合格闘技 戦績 | 総合格闘技 戦績 | 総合格闘技 戦績 | 総合格闘技 戦績 | 総合格闘技 戦績 |
| --------------- | --------------- | --------------- | --------------- | --------------- | --------------- | --------------- |
| 28 試合         | (T)KO           | 一本            | 判定            | その他          | 引き分け        | 無効試合        |
| 23 勝           | 11              | 8               | 4               | 0               | 0               | 1               |
| 5 敗            | 1               | 1               | 3               | 0               | 0               | 1               |

| 勝敗 | 対戦相手                       | 試合結果                                   | 大会名                                                                                 | 開催年月日     |
| ×    | クリスチャン・サイボーグ       | 5分5R終了 判定0-3                          | PFL Super Fights: Battle of the Giants 【PFL女子フェザー級スーパーファイト王座決定戦】 | 2024年10月19日 |
| ○    | マリナ・モフナトキナ           | 5分5R終了 判定3-0                          | PFL 10 【2023年PFL女子フェザー級トーナメント決勝】                                     | 2023年11月24日 |
| ○    | オレナ・コレスニク             | 1R 0:14 TKO（右ストレート→パウンド）       | PFL 8 【2023年PFL女子フェザー級トーナメント準決勝】                                    | 2023年8月18日  |
| ○    | アンバー・リーブロック         | 1R 0:45 TKO（スタンドパンチ連打→パウンド） | PFL 5 【2023年PFL女子フェザー級トーナメント・レギュラーシーズン2回戦】                 | 2023年6月16日  |
| ○    | ジュリア・バッド               | 5分3R終了 判定3-0                          | PFL 2 【2023年PFL女子フェザー級トーナメント・レギュラーシーズン1回戦】                 | 2023年4月7日   |
| ○    | ケイラ・ハリソン               | 5分5R終了 判定3-0                          | PFL 10 【2022年PFL女子ライト級トーナメント決勝】                                       | 2022年11月25日 |
| ○    | オレナ・コレスニク             | 1R 2:09 TKO（左ジャブ→パウンド）           | PFL 9 【2022年PFL女子ライト級トーナメント準決勝】                                      | 2022年8月20日  |
| ○    | ジェナ・ファビアン             | 1R 2:39 TKO（パウンド）                    | PFL 6 【2022年PFL女子ライト級トーナメント・レギュラーシーズン2回戦】                   | 2022年7月1日   |
| ○    | ザムザグル・ファイザラノワ     | 1R 1:25 TKO（右ストレート→パウンド）       | PFL 2 【2022年PFL女子ライト級トーナメント・レギュラーシーズン1回戦】                   | 2022年4月28日  |
| ○    | オレナ・コレスニク             | 1R 4:48 KO（右ストレート）                 | PFL 6 【2021年PFL女子ライト級トーナメント・レギュラーシーズン2回戦】                   | 2021年6月25日  |
| ○    | ユリヤ・パジッチ               | 1R 0:51 TKO（左フック→パウンド）           | PFL 3 【2021年PFL女子ライト級トーナメント・レギュラーシーズン1回戦】                   | 2021年5月6日   |
| ×    | ケイラ・ハリソン               | 5分5R終了 判定0-3                          | PFL 10 【2019年PFL女子ライト級トーナメント決勝戦】                                     | 2019年12月31日 |
| ○    | サラ・カフマン                 | 5分3R終了 判定3-0                          | PFL 7 【2019年PFL女子ライト級トーナメント準決勝】                                      | 2019年10月11日 |
| ○    | ボビー・ジョー・ディエル       | 1R 2:31 腕ひしぎ十字固め                   | PFL 4 【2019年PFL女子ライト級トーナメント・レギュラーシーズン2回戦】                   | 2019年7月11日  |
| ×    | ケイラ・ハリソン               | 5分3R終了 判定0-3                          | PFL 1 【2019年PFL女子ライト級トーナメント・レギュラーシーズン1回戦】                   | 2019年5月9日   |
| ○    | カロル・ロサ                   | 2R 2:59 ギロチンチョーク                   | Watch Out Combat Show 49 【WOCS女子フェザー級王座決定戦】                              | 2018年3月24日  |
| ×    | ジャーメイン・デ・ランダミー   | 2R 2:02 TKO（スタンドパンチ連打）          | UFC 185: Pettis vs. dos Anjos                                                          | 2015年3月14日  |
| ×    | ジェシカ・アンドラージ         | 1R 4:33 ギロチンチョーク                   | UFC Fight Night: Bigfoot vs. Arlovski                                                  | 2014年9月13日  |
| ○    | リジアニ・シウベイラ           | 3R 2:25 三角絞め                           | Jungle Fight 68 【Jungle Fight女子フェザー級タイトルマッチ】                           | 2014年4月5日   |
| ○    | アイリーン・アルダナ           | 1R 2:11 TKO（スタンドパンチ連打）          | Jungle Fight 63 【Jungle Fight女子バンタム級タイトルマッチ】                           | 2013年12月21日 |
| ○    | ディーニャ・ウォルスタイン     | 1R 0:36 TKO（パンチ連打）                  | Jungle Fight 59                                                                        | 2013年10月12日 |
| ○    | モニク・バストス               | 1R 2:58 キーロック                         | Extreme Kombat 7                                                                       | 2013年8月17日  |
| ○    | マルシア・シウバ               | 2R 1:50 ギロチンチョーク                   | Gladiador Fight 3                                                                      | 2013年5月24日  |
| ○    | エジリューサ・コヘア           | 2R 2:00 三角絞め                           | Marituba Total Combat 1                                                                | 2013年3月8日   |
| ○    | タイス・サンタナ               | 1R 2:00 TKO（棄権）                        | Ultimate Fight Imperatriz 3                                                            | 2012年8月18日  |
| ○    | ローラ・ゴンサウベス・パシェコ | 1R 1:30 アナコンダチョーク                 | Adrenalina Fight                                                                       | 2012年8月6日   |
| ○    | アリニシ・コヘア・コスタ       | 1R 1:27 TKO（パンチ連打）                  | Ultimate Fight Tracuateua                                                              | 2012年4月13日  |
| ○    | ラケル・ピットブル             | 1R 1:30 腕ひしぎ十字固め                   | Marituba Fight                                                                         | 2012年3月15日  |

## 獲得タイトル
- PFL女子フェザー級トーナメント優勝（2023年）
- PFL女子ライト級トーナメント優勝（2022年）
- WOCS女子フェザー級王座（20182年）
- 初代Jungle Fight女子バンタム級王座（2013年）